# Гімн Березнівського району
Гімн Березнівського району затверджений 9 липня 2002 року.
Слова — Павло Рачок, музика — Федір Гощук.
Величальна Березнівщині
1. Над краєм лине пісня легкокрила,
її у серці я собі зову.
Моя земля, Березнівщино мила,
Тобою я горджуся і живу.
Творці твоєї слави — мужні люди,
Соколи тут злітають в небеса.
Тебе ніде й ніколи незабуду,
Мій краю рідний, сонячна краса.
Приспів:
Березнівщино, ти ділами дужа,
Про тебе пісня — ніжна, чарівна
В добрі цвіти, мов полум’яна ружа,
Бо ти — Вкраїни квітка запашна.
2. Пливуть у даль ясні Случеві води,
Милують душу праліси й льони.
Мене чарує вічно твоя врода,
Що завжди квітне ніжністю весни.
Щаслива доле, краю мій поліській,
Земля невтомних, щедрих трударів.
Тобі вклоняюсь щиро я і низько,
Бо ти мене своїм добром зігрів.
Приспів.
(читець)
Ці світлі дні і ранки малинові,
Ці, наче хвилі, молоді жита.
Тобі дарую всі слова любові,
Березнівщино, матінко свята.